# Mario Salinas
Mario Salinas Avendaño (* 16. Juli 1950 in Santiago de Chile) ist ein ehemaliger chilenischer Fußballspieler. Der Mittelfeldspieler absolvierte drei Länderspiele für Chile und wurde auf Vereinsebene zweimal chilenischer Meister. 

## Karriere

### Verein
Mario Salinas, auch Maestrito genannt, begann 1969 beim CD Universidad Católica seine Profikarriere. Bei den Cruzados spielte der offensive Mittelfeldspieler fünf Jahre und erzielte 19 Tore in 108 Ligaspielen. Nach seinem Wechsel 1974 zum CD Huachipato wurde Salinas erstmals chilenischer Meister. Zwei Jahre später konnte er den Triumph mit seinem neuen Verein Everton wiederholen. Ab 1980 lief er für den Audax Italiano auf und verbrachte sein letztes Karrierejahr bei den Santiago Wanderers.

### Nationalmannschaft
Mario Salinas debütierte für die Nationalmannschaft Chiles im Oktober 1976 unter Trainer Caupolicán Peña bei der Copa Juan Pinto Durán gegen Uruguay. Danach absolvierte er zwei weitere Länderspiele bei der Copa Carlos Dittborn gegen Argentinien und beim Freundschaftsspiel gegen Paraguay.

## Erfolge
Huachipato
- Primera División: 1974

Everton
- Primera División: 1976